# BanG Dream! Ave Mujica
BanG Dream! Ave Mujica（バンドリ！アヴェムジカ）は、ブシロードによるメディアミックスプロジェクト『BanG Dream!』を原案としたテレビアニメの一つであり、「BanG Dream! It's MyGO!!!!!」の続編である。
2025年1月から3月までTOKYO MXほかにて放送された。
本作のキャッチコピーは、『史上最狂のバンドアニメ』である。
2025年3月27日の第13話（最終話）公開後、『BanG Dream! Ave Mujica』のアニメ続編シリーズの制作決定が発表された。

## 登場人物
Ave Mujica
- 三角初華（三角初音） / ドロリス - 佐々木李子
- 若葉睦 / モーティス - 渡瀬結月
- 八幡海鈴 / ティモリス - 岡田夢以
- 祐天寺にゃむ / アモーリス - 米澤茜
- 豊川祥子 / オブリビオニス - 高尾奏音

MyGO!!!!!
- 高松燈 - 羊宮妃那
- 千早愛音 - 立石凛
- 要楽奈 - 青木陽菜
- 長崎そよ - 小日向美香
- 椎名立希 - 林鼓子

Morfonica
- 倉田ましろ - 進藤あまね

RAISE A SUILEN
- レイヤ - Raychell

主人公の親族
- 豊川清告 - 私市淳
- 豊川瑞穂 - 大原さやか  　　
- 豊川定治 - てらそままさき
- 森みなみ - 沢城みゆき
- 若葉隆文 - なし
- にゃむ 母親 - 斉木美帆
- にゃむ 妹 - 山本真綺
- にゃむの弟 - 神山佑紀
- 海鈴の母 - 渕上舞

その他
- 純田まな - 反田葉月

## ストーリー
祥子がリーダーとなって結成したバンド「Ave Mujica」は、結成してすぐに大成功を収め、人気は高まる一方であった。しかし、にゃむは現状に不満を抱き、さらなる成長のために正体を明かし、自身の素性を活かすべきだと提案する。これに対し、祥子はその提案を即座に却下し、「仮面を外すのは最高の舞台、最高のタイミングで」と断言する。その態度ににゃむは苛立ちを募らせる。
そして迎えた武道館公演当日。匿名性を守り続けることに耐えかねたにゃむは、突如として自ら仮面を外し正体を明かすばかりか、睦と海鈴の仮面も本人たちの意思に反して剥ぎ取ってしまう。その流れに押され、祥子と初華も素顔をさらすこととなる。客席には、MyGO!!!!!の愛音とそよも来場しており、2人は予期せぬ展開に言葉を失う。
公演後、Ave Mujicaのメンバーたちは一斉にメディアや世間の注目を浴びることになる。MyGO!!!!!ではメンバーたちが彼女たちの正体について語り合い、燈は「Ave Mujicaの祥ちゃんは、自分の知らない祥ちゃんだ」と戸惑いを口にする。
仮面を脱いだ後もバンドは活動を続け、次なるツアーのためのインタビューなどに応じるが、睦は精神的に不安定なままで、ある取材中に思わず「長くは続かない」と口にしてしまう。その発言はたちまち「解散の予兆」として拡散され、にゃむと祥子は睦を責める。睦は次第に過重な仕事と精神的負担に押し潰されていく。
ツアー初日、ステージに立った睦は極度の緊張と不安からパニックを起こし、パフォーマンス中に倒れてしまう。観客やメンバーが動揺する中、祥子は咄嗟の判断でナレーションを加え、それが演出の一部であるかのように場を収める。しかし、誰一人としてそれが本物の崩壊であったとは気づいていなかった。
その後、睦は幻覚の中で、自身のバンド人格「モーティス」が演出する舞台に迷い込む。そこで彼女は、自分が常に両親の影に隠れ、CRYCHICでも居場所を見失っていたこと、そしてCRYCHICの解散は自分のせいだったのではないかという自責の念と向き合う。モーティスは心の中で睦に語りかける。「祥子のためにAve Mujicaに留まることで、自分自身を壊してしまっては本末転倒だ」と。
仙台公演では、睦が崩れ落ちる演技を再現しなかったことにより、観客は失望し、バンド内でもさらに亀裂が生じる。睦の心にはCRYCHICの解散時の記憶が再びよみがえる。自分の意見を何も言おうとしない睦に苛立ちを募らせていた祥子は、「どうして味方になってくれないの！？」と強い言葉を睦に浴びせてしまう。
睦がその言葉にショックを受けると、モーティスが睦の意識を抑え込み、彼女を守るために表に現れる。テレビ生中継のステージで、モーティスは睦として見事にパフォーマンスをやり遂げ、観客を魅了する。
その後、Ave Mujicaの評価と士気は大きく高まり、海鈴、にゃむ、初華は睦の社交的な態度の変化に喜びを感じる。しかし、祥子だけはその変化に違和感を覚え、自らがAve Mujicaをコントロールできなくなりつつあることに強い葛藤を抱く。そんな祥子を心配した初華に対し、モーティスは「祥子のことはあなたに任せる」と託す。その言葉に初華は驚きつつも、どこか喜びを感じるのだった。
福岡公演のリハーサルにて、モーティスは「自分にはギターが弾けない」と打ち明ける。それを聞いたメンバーたちは衝撃を受け、祥子はついに彼女と正面から向き合う決意をする。
モーティスは、祥子の態度が睦の心を傷つけていたことを指摘し、「祥子がこのままなら、睦は二度と帰ってこない」と警告する。祥子は恐怖と後悔に打ちのめされ、事の重大さに気づく。
祥子はバンドメンバーに真実を明かし、モーティスも交えて今後の進退を話し合う。にゃむは現在のバンドの在り方に不満を示し、祥子は睦が戻ってこないことに苦しみを抱えていた。
モーティスは「ギターはこれから覚える。バンドはまだ続けられる」と懸命に訴えるが、その想いはメンバーに届かず、願いは虚しくも断たれる。
そして、Ave Mujicaは福岡公演にて、正式に解散を発表する。モーティスはその場に立ち尽くし、深い絶望の中に沈んでいった。
Ave Mujicaは解散し、メンバーたちはそれぞれの日常に戻り、徐々に距離ができていく。落ち込む祥子のそばに寄り添うと約束した初華だったが、祥子は初華のアパートを出て清告のもとへ戻ってしまい、初華は深く傷つき、彼女との連絡も途絶える。
その後、定治が祥子の前に現れ、豊川家の屋敷へ戻るよう命じる。祥子はその言葉に従い、屋敷に戻る。
一方、にゃむはインフルエンサーとしての影響力を高めようと奔走するも、モーティスの才能が常に脳裏をよぎり、そのたびに劣等感に苛まれる。
そのころ、燈はCRYCHIC時代の祥子との思い出を振り返っていた。祥子に別れ際、「お幸せに」と言われた言葉が今も心に残っている。彼女は「祥ちゃんは幸せ？」という手紙を祥子のロッカーに忍ばせる。祥子はそれを見て涙を流し、手紙を丸めてしまう。その様子を目にした燈と愛音は、帰宅する祥子を追いかけ、豊川家の屋敷へと案内される。
屋敷の中で、かつて共に音楽に打ち込んだピアノを前にしながら、燈は「バンドをやろう！」と祥子に呼びかける。
その頃、そよは学校を欠席している睦のことを心配し、家を訪ねる。部屋は荒れ果て、そこには絶望するモーティスの姿があった。彼女は睦の人格を取り戻せないことに苦しみ、そよに「睦ちゃんを起こして」と懇願する。
祥子は燈の誘いを冷たく拒絶する。燈は、音楽が祥子を再び幸せにできると信じていたが、その想いは届かなかった。
一方、モーティスはそよに、祥子への恨みと、睦にギターを弾かせてAve Mujicaを復活させたいという想いを語る。そよはモーティスをMyGO!!!!!のもとへ連れて行き、要楽奈は睦の中にふたつの人格が存在することを見抜く。説明を受けた楽奈に導かれるように、モーティスは彼女と親しくなっていく。
その後、椎名立希は海鈴にAve Mujica解散の真意を問い、「本当にバンドのこと、大切に思ってたの？」と詰め寄る。海鈴はその問いに戸惑い、言葉を失う。
モーティスは楽奈に誘われて再びMyGO!!!!!と対面する。楽奈がギターを奏でると、その音に反応して睦の意識が目覚める。モーティスは喜ぶが、睦は自身が置かれていた状況に混乱し、モーティスと対立する。ふたりは言い争いながらRiNGの外で感情を爆発させ、その姿を通行人に撮影されてしまう。映像はSNSで拡散され、「Ave Mujicaの演出」と誤解されてしまう。
その動画を見た祥子は、自分の責任だと思い込み、ショックを受ける。燈と愛音は祥子を励まそうとするが、彼女は「睦もCRYCHICもAve Mujicaも、私は知らない」と突き放す。
睦の意思に反して、モーティスはそよに清告の家の住所を教える。そよがそこを訪ね、祥子がCRYCHICをやめた理由を知ると、その話をMyGO!!!!!に共有する。しかし、愛音が祥子の「睦もCRYCHICもAve Mujicaも、私は知らない」という発言を明かしたことで、そよは深く苛立ちを募らせる。
そよは羽丘で祥子に声をかけ、睦の家へと連れて行く。しかし、モーティスは祥子を拒み、会わせようとしない。祥子はそれでも玄関先で待ち続ける。睦は祥子と話したいと懇願し、モーティスと激しく争った末、短い間だけ自我を取り戻し、祥子と再会する。だがすぐにモーティスが制御を取り戻し、部屋へと戻っていく。その中で、モーティスは祥子の本当の想いに触れる。
後日、立希とそよは祥子と再会し、CRYCHIC解散の経緯について話し合う。立希は「睦はバンドが楽しくなかった」と言っていたことを思い出すが、祥子は「本当はギターに自信がなかっただけで、CRYCHICは睦にとって大切なものだった」と語る。
その言葉にモーティスは心を動かされ、睦に身体の主導権を戻す。ふたりはついに和解を果たす。
その後、愛音からの電話で呼び出された立希・そよは、祥子・睦とともにRiNGに向かう。燈は祥子と出会った頃に書いた歌詞の新しいバージョンを披露する。その愛音は「その曲を、CRYCHICで演奏すれば？」と呼びかける。
5人は燈の新曲と「春日影」を披露し、それぞれが抱えていた痛みと向き合い、過去を乗り越えていく。観客のいない秘密の復活ライブが終わり、そよはCRYCHICのSNSに一言だけ別れの言葉を投稿した。
その後、祥子と睦がMyGO!!!!!と別れたところへ、ふたりの再会を見ていた海鈴が現れ、嫉妬を滲ませながら「もう一度Ave Mujicaをやりませんか」と声をかける。
海鈴は立希に、Ave Mujicaの再結成を提案したが、祥子と睦には断られてしまったと打ち明ける。立希は海鈴の信用の低さを指摘し、海鈴はショックを受ける。ライブ後、祥子と睦が一緒に過ごしていると、睦はCRYCHICを再結成したいと言い出す。そこにモーティスが入り込み、祥子に「CRYCHICはすでに解散している」と睦に説明するよう命じる。また、睦としての存在は本物ではなく、モーティスが生き続けるためにはAve Mujicaを再結成しなければならないと告げる。
祥子とにゃむはそれぞれモーティスと森みなみから睦の状態について聞き、にゃむは森みなみの娘への無関心に戸惑いを感じる。モーティスと睦は言い争い、睦はもはやモーティスを必要としていないと言う。
一方、立希の言葉に動揺した海鈴はにゃむと会い、バンドの再結成について話し合う。海鈴は、バンドに所属したいという気持ちの根底には、最初にいたバンドに見捨てられた過去があると打ち明ける。にゃむは戸惑いながらも、海鈴が睦をAve Mujicaに戻すよう説得することを条件に誘いを受け入れたため、海鈴はモーティスと会い、モーティスをギターが上手くなるように指導する計画を立てる。その頃、花咲川の教室では、初華がCRYCHICの再結成を知り、ライブ後のそよの投稿を見て不安を覚えていた。
祥子は睦への配慮のなさを悔い、愛音と燈にCRYCHICの復活を頼むが、二人は戸惑う。愛音はMyGO!!!!!に知らせ、初華から会いたいとの連絡を受ける。愛音は初華にCRYCHICの最近のライブと祥子の復活希望を伝え、初華は動揺する。初華は事務所にAve Mujicaの再結成を願い出るが、断られてしまう。
その一方で、にゃむはオーディションに落ちて人気が落ちていることに気づき、落ち込む。海鈴は彼女の部屋を訪れてAve Mujicaへの復帰を促すが、にゃむは海鈴を信用せず追い返す。
睦と燈が会った際、初華に遭遇し、CRYCHICの再結成について問い詰められる。睦は、祥子がCRYCHIC解散を受けてAve Mujicaを結成したと説明する。これに怒った初華は睦を傷つけそうになり、恐怖に駆られてその場を去る。
睦は燈にCRYCHIC復活を支持してほしいと説得しようとするが、CRYCHICが復活すると自分の存在意義が消えてしまうことを恐れたモーティスは、ギターを巡って精神世界で睦と戦いを始める。その戦いの中で、睦がギターを指して「私の"役"取らないで！」と叫ぶと、睦の人格が完全に抑圧されて「消えてしまう」。MyGO!!!!!とAve MujicaのメンバーはRiNGに集まり、CRYCHICかAve Mujicaのどちらを復活させるべきか議論する。祥子はCRYCHICを支持し、そよはもう昔の状態には戻れないと述べる。海鈴は涙ながらにAve Mujicaの再結成を訴える。
モーティスは睦の精神的死により自分の役割がなくなるのではないかと恐れ、身体の主導権を奪って生き延びようとし、偽の睦を演じて祥子の意見を変えようとする。しかし、楽奈と嫌悪感を抱くにゃむに演技を見破られる。にゃむがモーティスの偽りを暴露し、モーティスは泣き崩れ、MyGO!!!!!が介入する。祥子は睦を失い深く悲しみ、にゃむと初華にAve Mujicaの再結成を促され、RiNGを飛び出す。
祥子を失うのが怖くなった初華は必死に彼女への歌詞を書く。にゃむはそれをメンバーに送り、初華を豊川家へ連れて行く。にゃむは祥子に対し、バンド運営における無責任さと偽善を指摘し、Ave Mujicaこそメンバーに残された唯一の希望だと訴え、悲しむ初華を連れて去る。
にゃむの言葉と自身の行動を受け、祥子は渋々初華の歌詞を完成させ、Ave Mujicaのメンバーにバンド復活を宣言する。初華と海鈴は喜び、復活ライブをRiNGで行うことを決める。ライブ前、初華は無関心な祥子に尽くすことを誓い、にゃむはモーティスに嫉妬しつつも彼女と睦の演技力を愛し尊敬していると告白する。
Ave Mujicaはライブを始め、モーティスは精神世界で睦の人格と和解し、二人は共に消えていく。ライブは成功するが、終了後、初華と祥子は豊川家の長・定治に呼び止められる。定治は初華を「初音（ハツネ）」と呼び、立ち去るよう告げ、祥子は驚く。
「初音」は自身の過去を誰も居ないステージの上で語り出す。初音は、豊川家の長・定治の非嫡出子であり、豊川家別荘の管理人の母のもとに生まれ、豊川家に入った定治が離縁される可能性を考え、母は初音を養父のもとで育て、同じ顔の異母妹「初華」を得た。新たな環境を得たものの、初音は幸せになれなかった。
祥子は初音の姪であり、島を訪れると初華は祥子と過ごしたが、初音は祥子に会うことを禁じられていた。初華が病気のとき、初音は初華になりすまし、祥子と一日を過ごし強い愛着を抱く。祥子が島を離れた後、初音の養父が亡くなり、初華は初音に父の死に共感しないことと祥子を欺いたことを責める。
初音は家を出て東京に向かい、祥子との再会を目指す。そして、祥子が知っている名前である「初華」を名乗って生活していくことを決意した。
初音はその後アイドル「sumimi」として華々しくデビューする。そして初音は清告に接触し、祥子と連絡を取る手助けを求める。清告は定治と会い、初音の存在を認めるよう話し合うが、定治は黙秘を要求。清告が失脚すると、初音は祥子の苦しみに自責の念を抱く。そして初音は、自分のことが「気持ち悪い」とつぶやき、初音の語りは終了した。
定治は祥子にスイスへ行き、初音と連絡を絶つよう命じる。祥子はAve Mujicaから初音が練習に来なかったことを聞き、初音が小豆島へ戻ったことを知る。スイスへ向かう準備をしながら、祥子は他人に人生を左右されてきた運命に抗うことを考える。
祥子は定治の命令を破り、小豆島へ行き、別荘管理人の初音と出会う。初音は正体を明かし、騙していたことを謝る。祥子は初音の過去を受け入れ、二人は過去に縛られず生きることを誓い東京へ戻る。豊川家に忍び込み祥子の荷物を取り戻すが、定治に見つかり、初音に豊川家に関わらないように言う。
祥子は定治が家の権威を失うことを恐れていると責め、定治を見限って初音と暮らす決心をする。祥子と初音はAve Mujicaの活動を再開し、祥子は初音の秘密を守りながら公には初華として活動を続ける。祥子は人生の不確かさを感じつつ、Ave Mujicaに全力を注ぐ決意を新たにする。
祥子は燈に手紙を書き、Ave Mujicaの問題に巻き込んだことを謝り、励ましに感謝を伝える。祥子は燈にバンドを守ると約束し、後にメンバーに責任を持って運営すると宣言。最後にかつての事務所を訪れ、バンド復活の支援を求める。
その後、Ave MujicaとMyGO!!!!!は、それぞれ劇場とRiNGで同時にファンに向けてライブを開催した。MyGO!!!!!は、自分たちの欠点をさらけ出しながらも、お互いを理解し合いながら未来へ進んでいく姿を歌う。一方、Ave Mujicaは、自分たちの弱さや、儚く不安定な人生やバンドの現状を受け入れることを歌う。
ライブの合間には、Ave Mujicaのメンバーが演じる物語が披露される。かつては捨てられた人形だった彼女たちのステージキャラクターが、特別な月の力によって意識を持つようになり、忘却の女神「オブリビオニス」の帰還を待ちながら、楽園で幸せに暮らす騎士たちに描き変えられる。しかし、オブリビオニスがいない寂しさを心に抱いていた。そこへ、苦しみから解放されるために忘れたいと願うドロリスが現れ、オブリビオニスは戻って騎士たちの願いを叶える。オブリビオニスは「他の者たちが忘れても、私は決して忘れない」と宣言する。
その後、Ave Mujicaは現実と向き合うことを避け、バンドの不安定な状況を知らずにファンタジーの中で今を生き続ける決意を歌う。
両バンドはそれぞれの会場で観客のスタンディングオベーションを受けてライブを終える。そして、MyGO!!!!!のメンバーたちが5人で手を取り合い、観客にありったけの感謝の気持ちを伝えたところで、物語は幕を閉じる。

## 制作
監督の柿本広大はインタビューで、MyGO!!!!!とAve Mujicaは同時に企画され、互いに正反対の存在として制作されることを意図していたと語っている。この方針は制作チームに両作品の対比を際立たせる方向性を示し、『It’s MyGO!!!!!』の放送中にAve Mujicaの結成過程を描く形で制作が進められた。物語が進み、『It’s MyGO!!!!!』のストーリーが終盤に差し掛かると、第13話の最終回をAve Mujicaのパイロットエピソードとして構成することが決まったという。柿本は両作が対極的である点についても説明し、『It’s MyGO!!!!!』はメンバーがありのままの感情を表現し、シンプルなライブハウスで演奏する青春ドラマであるのに対し、Ave Mujicaは心理的サスペンスであり、メンバーが感情を仮面の裏に隠しながら劇場でオペラ風の公演を行う作品であると述べている。
さらに柿本は、Ave Mujicaを既存のゴシックバンドRoseliaと差別化するため、サーカスやフリークショー、演劇に着想を得た要素を取り入れたと語った。また、Ave MujicaはBanG Dream!におけるバンドメンバー間の信頼や絆を描く従来のスタイルから逸脱し、メンバーそれぞれが抱えるネガティブかつリアルな感情や内面の葛藤に真正面から向き合う作品であるとし、「このアプローチがすべての視聴者に受け入れられるとは限らないことを十分認識している」と述べている。それでも彼らはキャラクターの感情や行動を妥協なく描き続けることを貫いたという。制作当初はMyGO!!!!!とAve Mujicaをフランチャイズとは別ブランドとして展開する案もあったが、最終的には新旧バンドの間に一定の境界線を設けつつ、両バンドのアイデンティティ確立を図り、必要な連続性は維持する方針を取った。
声優の高尾奏音と渡瀬結月はインタビューで、感情的に重いシーンが多く吹き替えは難しかったものの、役者としての成長につながる良い経験だったと語っている。高尾は第1話で祥子が泣くシーンについて、「長時間にわたる泣き叫びの収録から最も良い部分を抜き出した」と述べ、シリーズ後半のプロットツイストに関わるセリフの収録では、自然な声の反応を引き出すために事前に内容を知らされていなかったことも明かしている。
スタジオ代表の松浦浩明によると、第11話のモノローグシーンは実際の舞台俳優である桐山慧奈の協力のもと制作された。アニメーション制作チームは桐山の身体表現を撮影するため、スタジオに5台のカメラを設置した。松浦は桐山の脚本への深い理解と卓越した演技力を高く評価し、この共同制作の手法がサンジゲンにとっても挑戦的な制作方法であったと述べている。

## 作品のテーマ
『BanG Dream! Ave Mujica』は、機能不全を抱えたガールズバンド「Ave Mujica」を中心に据えた物語である。本作は、アルコール依存、見捨てられ体験、解離性障害、不安といったテーマに触れている。
ブシロード代表取締役社長の木谷高明は、第10話におけるキャラクターの行動が非論理的で意味をなさないという批判に対し、「人は常に運命の中に論理を求めるものだが、私見では『Ave Mujica』はその考え方を完全に否定している」とX（旧Twitter）上で述べている。Anime News Networkのクリストファー・ファリスは、『Ave Mujica』において「二重性」が常に中心的なモチーフとして存在していると考察しており、それは作品そのものの内部構造だけでなく、『It’s MyGO!!!!!』との関係性にも表れているという。
Real Soundの徳田陽太は、本作の序盤における対立構造を、祥子の作家主義とにゃむの商業主義の衝突として描写しており、芸能業界における労働のストレスもまた、音楽フィクションにおける通例のテーマであると述べている。その比較対象として、『ガールズバンドクライ』や『トラペジウム』が挙げられている。しかし、徳田は『Ave Mujica』がそうした通例の枠を覆す描き方をしていることにも言及しており、たとえばにゃむがバンドの素性を明かす展開や、新キャラクター「モーティス」の登場などがその好例であるという。祥子がCRYCHICの再結成に失敗し、元の生活に戻ることも叶わないという結末は、『BanG Dream!』シリーズ過去作や他の音楽アニメとは一線を画している点として強調されている。
さらに徳田は、三角初華の病的な執着や常軌を逸した性質、特に第9話において描かれる暴力への衝動と、それを実際には実行しないものの視覚的には明確に提示される描写に注目している。こうした描き方によって本作は、ジャンルやターゲット層といった商業的配慮を保ちつつも、よりダークな物語領域へと踏み込むことを可能にしていると評している。

## 評価
放送開始前、Anime News Networkのクリストファー・ファリスは、本作が『BanG Dream! It's MyGO!!!!!』よりも「さらに常軌を逸した」作品になる可能性があるとして放送を楽しみにしており、オープニングおよびエンディングの映像表現も高く評価していた。スティーブ・ジョーンズもまた、本作における「メロドラマ的な展開」や百合的な要素への期待感を示し、放送開始を心待ちにしていると語っていた。さらに、ニック・クリーマーはCrunchyrollのブログにて、本作が『It's MyGO!!!!!』以上に「狂気じみた」展開を見せる意志をはっきりと打ち出していると評した。
Anime News Networkによる本作のプレビューガイドにおいて、ファリスは本作を視聴する前に『It's MyGO!!!!!』を観ることを推奨しており、前作の知識がなければ物語の流れを追うのが難しい可能性があると述べている。また、彼は本作が祥子というキャラクターを「より共感的な視点」で描き直し、彼女の人物像に新たな複雑さを与えている点を高く評価し、本作を『It's MyGO!!!!!』の「正統に得られた続編」であると述べている。
ファリスは本作全体のレビューも担当しており、脚本について、「物語に点在するささやかで繊細な描写が、後の強固なプロット展開やキャラクターの成長に寄与しており、繰り返し視聴することでさらなる発見がある」と評した。彼はまた、祥子の過去について「当初の印象よりも曖昧で複雑な構造を持っている」と分析し、本作が「満足感」や「自己ケア」、さらには「利他的行動と自己破壊の境界線」といったテーマに焦点を当てていると述べた。アニメーション制作を手がけたサンジゲンの表現についても高く評価している。
第4話と第5話のレビューでは、ファリスはAve Mujicaのメンバーを「セラピーを必要とする、心に傷を抱えたティーンエイジャーたち」と評し、本作を「非常にダークなユーモアを持つが、それゆえに非常に面白い」と述べている。Crunchyrollが外部業者に委託した字幕の翻訳については、評価が分かれると指摘した。
2025年2月の放送期間中、本作は電撃オンラインの読者アンケートにおいて「2025年冬アニメシーズンで最も人気のある作品」として1位に選出された。また、4月に行われた「2025年冬アニメの放送後人気ランキング」でも1位に選出され、高い評価を得た。
海外のアニメ評価サイト「Anime Corner」では、『エンディング主題歌部門』『キャラデザ部門』『サウンドトラック部門』『声優部門』『脚本部門』『オリジナルアニメ部門』の合計6部門で2025年冬アニメの最優秀賞を受賞した。
一方で、第7話においてCRYCHICに焦点を当てた展開や意外性のあるストーリーツイストについては、国内外で評価が分かれ、賛否両論を呼ぶ結果となった。それにより、一部の視聴者が、監督等制作関係者のXに過激な誹謗中傷を行うなど、大きな問題へと発展した。

## スタッフ
- 原作 - ブシロード[5][6]
- 監督・音響監督 - 柿本広大[5][6]
- シリーズ構成 - 綾奈ゆにこ[5][6]
- 脚本 - 綾奈ゆにこ、後藤みどり、小川ひとみ、和場明子、晴日たに[5][6]
- キャラクター原案 - ひと和、植田和幸[5][6]
- キャラクターデザイン - 信澤収、もちぷよ[5][6]
- アニメーションキャラクターデザイン - 茶之原拓也、八森優香、Shin Joseph[5][6]
- CGスーパーバイザー - 奥川尚弥[5][6]
- モデリングディレクター -  武内泰久、寺林寛[5][6]
- リギングディレクター - 矢代奈津子、柏木亨[5][6]
- 色彩設計 - 北川順子、石橋名結、松下由佳[5][6]
- 撮影監督 - 奥村大輔[5][6]
- 美術監督 - 山根左帆、対馬里紗[5][6]
- 美術設定 - 成田偉保[5][6]
- 編集 - 日髙初美[5][6]
- 音楽 - 藤田淳平(Elements Garden)、藤間仁(Elements Garden)[5][6]
- 音楽制作 - ブシロードミュージック[5][6]
- 音楽プロデューサー - 緒方航貴
- プロデューサー - 小野田昌浩、北澤史隆、真鍋義朗、金城雄文、瓶子修一
- アニメーションプロデューサー - 松浦裕暁、保住昇汰[5][6]
- アニメーション制作 - サンジゲン[5][6]
- 製作 - BanG Dream! Project（ブシロード、TOKYO MX、グッドスマイルカンパニー、ホリプロインターナショナル、ウルトラスーパーピクチャーズ）[5][6]

## 主題歌・挿入歌

### 主題歌
オープニングテーマ
「KiLLKiSS」
作詞 - Diggy-MO’ / 作曲・編曲 - 長谷川大介(SUPA LOVE)、Diggy-MO’ / 歌 - Ave Mujica
第12話ではエンディングテーマとして使用された。
エンディングテーマ
「Georgette Me, Georgette You」
作詞 - Diggy-MO’ / 作曲・編曲 - 松坂康司(SUPA LOVE) / 歌 - Ave Mujica
第12話ではオープニングテーマとして使用された。

### 挿入歌
「KiLLKiSS」（第1話、第9話）
作詞 - Diggy-MO’ / 作曲・編曲 - 長谷川大介(SUPA LOVE)、Diggy-MO’ / 歌 - Ave Mujica
「金色へのプレリュード」（第1話）
作詞 - 織田あすか / 作曲・編曲 - 藤田淳平 / 歌 - Morfonica
「Ave Mujica」（第2話、第3話、第5話、第9話）
作詞 - 上松範康・織田あすか / 作曲 - 上松範康 / 編曲 - 藤間仁 / 歌 - Ave Mujica
「Here, the world!」（第5話、第11話）
作詞 - RUCCA / 作曲 - TAKAROT・Funk Uchino / 編曲 - TAKAROT / 歌 - sumimi
「迷路日々」（第7話）
作詞 - 藤原優樹 / 作曲・編曲 - 松坂康司 / 歌 - MyGO!!!!!
「人間になりたいうたⅡ」（第7話）
作詞 - 綾奈ゆにこ / 作曲・編曲 - 藤田淳平 / 歌 - CRYCHIC
「春日影」（第7話）
作詞 - 織田あすか / 作曲・編曲 - 藤田淳平 / 歌 - CRYCHIC
「もういちど ルミナス」（第8話）
作詞 - 織田あすか / 作曲・編曲 - 末益涼太 / 歌 - Pastel*Palettes
「Imprisoned XII」（第10話）
作詞 - Diggy-MO’/ 作曲-松坂康司(SUPA LOVE)、Diggy-MO'/編曲 -松坂康司(SUPA LOVE)/歌 - Ave Mujica
「Crucifix X」（第10話）
作詞 - Diggy-MO’/ 作曲-osaka(SUPA LOVE)、Diggy-MO'/編曲 -o-saka(SUPA LOVE)/歌 - Ave Mujica
「聿日箋秋」（第13話）
作詞 - 藤原優樹(SUPA LOVE) / 作曲・編曲 - トミタカズキ(SUPA LOVE) / 歌 - MyGO!!!!!
「焚音打」（第13話）
作詞 - 藤原優樹(SUPA LOVE) / 作曲・編曲 - 長谷川大介(SUPA LOVE) / 歌 - MyGO!!!!!
「八芒星ダンス」（第13話）
作詞 - Diggy-MO’ / 作曲 - あらケン(SUPA LOVE)、Diggy-MO' / 編曲 - あらケン(SUPA LOVE) / 歌 - Ave Mujica
「顔」（第13話）
作詞 - Diggy-MO’ / 作曲 - 木下龍平(SUPA LOVE)、Diggy-MO' / 編曲 - 木下龍平(SUPA LOVE) / 歌 - Ave Mujica
「天球(そら)のMúsica」（第13話）
作詞 - Diggy-MO’ / 作曲 - 高橋涼(SUPA LOVE)、Diggy-MO' / 編曲 - 高橋涼(SUPA LOVE) / 歌 - Ave Mujica

## 各話リスト
| 話数 | サブタイトル                 | 脚本                  | 絵コンテ                   | 演出       | CGディレクター | 初放送日      |
| ---- | ---------------------------- | --------------------- | -------------------------- | ---------- | -------------- | ------------- |
| #1   | Sub rosa.                    | 後藤みどり 綾奈ゆにこ | 奥川尚弥                   | 古賀公一郎 | 古賀公一郎     | 2025年 1月2日 |
| #2   | Exitus acta probat.          | 和場明子              | 梅津朋美                   | 鈴木大介   | 小川浩太朗     | 1月9日        |
| #3   | Quid faciam?                 | 小川ひとみ            | 岡こずえ                   | 山之口創   | 山之口創       | 1月16日       |
| #4   | Acta est fabula.             | 後藤みどり            | 森田紘吏                   | 森田紘吏   | 遠藤求         | 1月23日       |
| #5   | Facta fugis, facienda petis. | 晴日たに              | 大森大地 鈴木大介          | 大森大地   | 大森大地       | 1月30日       |
| #6   | Animum reges.                | 和場明子              | 奥川尚弥                   | 古賀公一郎 | 古賀公一郎     | 2月6日        |
| #7   | Post nubila Phoebus.         | 小川ひとみ            | 岡こずえ                   | 鈴木大介   | 小川浩太朗     | 2月13日       |
| #8   | Belua multorum es capitums.  | 後藤みどり            | 森田紘吏                   | 森田紘吏   | 山之口創       | 2月20日       |
| #9   | Ne vivam si abis.            | 和場明子              | 梅津朋美                   | 大森大地   | 大森大地       | 2月27日       |
| #10  | Odi et amo.                  | 晴日たに              | 奥川尚弥                   | 古賀公一郎 | 古賀公一郎     | 3月6日        |
| #11  | Te ustus amem.               | 後藤みどり            | 山之口創 柿本広大 岡こずえ | 山之口創   | 山之口創       | 3月13日       |
| #12  | Fluctuat nec mergitur.       | 綾奈ゆにこ            | 岡こずえ                   | 大森大地   | 大森大地       | 3月20日       |
| #13  | Per aspera ad astra.         | 小川ひとみ            | 森田紘吏 岡こずえ          | 山之口創   | 山之口創       | 3月27日       |

## 放送局
| 放送期間               | 放送時間                     | 放送局         | 対象地域       | 備考                                                                     |
| ---------------------- | ---------------------------- | -------------- | -------------- | ------------------------------------------------------------------------ |
| 2025年1月2日 - 3月27日 | 木曜 23:00 - 23:30           | TOKYO MX       | 東京都         | 製作参加 / 字幕放送                                                      |
| 2025年1月3日 - 3月28日 | 金曜 0:00 - 0:30（木曜深夜） | BS日テレ       | 日本全域       | BS/BS4K放送 / 『アニメにむちゅ〜』枠                                     |
|                        | 金曜 0:30 - 1:00（木曜深夜） | サンテレビ     | 兵庫県         |                                                                          |
|                        | 金曜 1:00 - 1:30（木曜深夜） | テレビ愛知     | 愛知県         | 第1話は1:35 - 2:05に放送                                                 |
|                        | 金曜 1:20 - 1:50（木曜深夜） | 熊本朝日放送   | 熊本県         |                                                                          |
|                        | 金曜 1:31 - 2:01（木曜深夜） | 東日本放送     | 宮城県         |                                                                          |
|                        | 金曜 1:35 - 2:05（木曜深夜） | テレビせとうち | 岡山県・香川県 |                                                                          |
|                        |                              | テレビ愛媛     | 愛媛県         | 第1話は2:55 - 3:25に放送                                                 |
|                        | 金曜 1:40 - 2:20（木曜深夜） | 山形テレビ     | 山形県         | 第1話は4:25 - 4:55に放送                                                 |
|                        | 金曜 1:45 - 2:15（木曜深夜） | 新潟テレビ21   | 新潟県         | 第1話は2:10 - 2:40に放送                                                 |
|                        | 金曜 1:50 - 2:20（木曜深夜） | 秋田朝日放送   | 秋田県         |                                                                          |
|                        | 金曜 1:55 - 2:25（木曜深夜） | 北海道テレビ   | 北海道         | 『アニメな時間』 枠 第2話は2:06 - 2:36、第3話 - 第5話は2:00 - 2:30に放送 |
|                        |                              | 静岡放送       | 静岡県         | 『スーパーアニメ6区』枠 第1話は2:20 - 2:50に放送                         |
|                        | 金曜 1:59 - 2:29（木曜深夜） | 広島テレビ     | 広島県         |                                                                          |
|                        | 金曜 2:15 - 2:45（木曜深夜） | 北陸朝日放送   | 石川県         | 第1話は3:10 - 3:40に放送                                                 |
| 2025年1月6日 - 3月31日 | 月曜 22:30 - 23:00           | AT-X           | 日本全域       | CS放送 / 字幕放送 / リピート放送あり                                     |

| 配信開始日   | 配信時間                          | 配信サイト |
| ------------ | --------------------------------- | --- |
| 2025年1月2日 | 木曜 23:00 更新                   | ABEMA dアニメストア U-NEXT アニメ放題                                                                                                |
| 2025年1月5日 | 日曜 0:00（土曜深夜）以降順次更新 | Amazon Prime Video DMM TV FOD J:COM STREAM Lemino milplus music.jp TELASA TVer カンテレドーガ ニコニコ ビデオマーケット ふらっと動画 |

## BD
| 巻 | 発売日        | 収録話   | 規格品番   |
| -- | ------------- | -------- | ---------- |
| 上 | 2025年5月28日 | #1 - #7  | BRMM-10924 |
| 下 | 2025年5月28日 | #8 - #13 | BRMM-10925 |